# Acanthophyllia deshayesiana
Acanthophyllia deshayesiana is een rifkoralensoort uit de familie van de Mussidae. De wetenschappelijke naam van de soort is voor het eerst geldig gepubliceerd in 1850 door Michelin.